# Cirrhicera longifrons
Cirrhicera longifrons là một loài bọ cánh cứng trong họ Cerambycidae.